# Tilapia tholloni
Tilapia tholloni és una espècie de peix de la família dels cíclids i de l'ordre dels perciformes.

## Morfologia
Els mascles poden assolir els 22 cm de longitud total.

## Distribució geogràfica
Es troba a Àfrica: Gabon (riu Ogowe), República del Congo (riu Niari-Kwilu) i República Democràtica del Congo (riu Chiloango i curs inferior del riu Congo).